# Привокзальная площадь (Киев)
Привокза́льная площадь — площадь в Дарницком районе Киева.
Расположена между Привокзальной улицей, улицей Павла Чубинского и улицей Юрия Пасхалина. Возникла в конце XIX столетия, после строительства Дарницкого железнодорожного вокзала. Имела название Вокзальная площадь. Современное название с 1955 года.
Станция имеет Восточное и Западное направление. Также курсирует городская электричка.

## Транспорт
- Автобус 51, 63,115
- Маршрутные такси 407, 152, 529 и др.
- Трамвай 8, 22, 29
- Станция метро «Харьковская» (4,3 км)
- Ж.д. станция «Дарница»